# Al Arabi Ad-Dauha
Al Arabi Ad-Dauha – katarski klub siatkarski założony w 1952 z siedzibą w Doha. W 2009, 2010, 2011 i 2012 roku uczestnik Klubowych Mistrzostw Świata.

## Sukcesy
- Puchar Emira:
  -  1. miejsce (22x): 1980, 1981, 1982, 1983, 1984, 1985, 1986, 1988, 1990, 1991, 1992, 1993, 1995, 1996, 1998, 2002, 2008, 2009, 2011, 2014, 2015, 2016
  -  2. miejsce (8x): 1994, 2000, 2001, 2004, 2007, 2012, 2017, 2021
- Mistrzostwo Kataru:
  -  1. miejsce (25x): 1980, 1981, 1982, 1983, 1984, 1985, 1986, 1987, 1988, 1989, 1990, 1991, 1992, 1994, 1996, 1997, 2003, 2004, 2006, 2008, 2009, 2010, 2011, 2012, 2016
  -  2. miejsce (9x): 1993, 1995, 1999, 2000, 2001, 2005, 2007, 2013, 2015
  -  3. miejsce (5x): 2002, 2017, 2018, 2019, 2021
- Crown Prince Cup:
  -  1. miejsce (15x): 1991, 1992, 1994, 1996, 1997, 1998, 1999, 2000, 2001, 2006, 2008, 2009, 2012, 2014, 2015
  -  2. miejsce (6x): 1993, 2002, 2007, 2010, 2011, 2013
- Klubowe Mistrzostwa Arabskie:
  -  1. miejsce (1x): 2003
  -  2. miejsce (1x): 2002
- Klubowe Mistrzostwa Azji:
  -  1. miejsce (1x): 2012
  -  2. miejsce (4x): 2010, 2015, 2016, 2022[1]
  -  3. miejsce (3x): 2007, 2009, 2017
- Klubowe Mistrzostwa Krajów Zatoki Perskiej:
  -  1. miejsce (1x): 2010
  -  2. miejsce (3x): 2007, 2012, 2016
  -  3. miejsce (2x): 2009, 2013
- Puchar Kataru QVA:
  -  1. miejsce (2x): 2014, 2016
- Superpuchar Kataru:
  -  1. miejsce (2x): 2014, 2015, 2016

## Obcokrajowcy w zespole
| Imię i nazwisko          | Pozycja               |
| ------------------------ | --------------------- |
| Carlos Tejeda            | atakujący             |
| Frederic Winters         | przyjmujący           |
| Ahmed Abdalla            | rozgrywający          |
| Gabriel Gardner          | przyjmujący           |
| Christian Pampel         | atakujący             |
| Salvador Hidalgo Oliva   | przyjmujący           |
| Marko Galešev            | rozgrywający          |
| Jiří Popelka             | przyjmujący           |
| Davide Saitta            | rozgrywający          |
| Łukasz Kadziewicz        | środkowy              |
| Richard Lambourne        | libero                |
| Dante Boninfante         | rozgrywający          |
| Tije Vlam                | środkowy              |
| Matti Oivanen            | środkowy              |
| Vladimir Bojić           | przyjmujący           |
| Nathan Roberts           | przyjmujący           |
| Leandro Martins da Silva | atakujący             |
| Oreol Camejo             | przyjmujący           |
| Aladin Tokić             | przyjmujący           |
| Jorge González Garcia    | środkowy              |
| Dallas Soonias           | atakujący             |
| Jadrian Escobar          | atakujący             |
| Osmany Juantorena        | przyjmujący           |
| João Paulo Bravo         | przyjmujący           |
| Joandry Díaz             | rozgrywający          |
| Uroš Kovačević           | przyjmujący           |
| Ivan Zaytsev             | przyjmujący/atakujący |
| Leandro Vissotto Neves   | atakujący             |
| Taylor Sander            | przyjmujący           |
| Georg Grozer             | atakujący             |
| Tonček Štern             | atakujący             |
| João Rafael Ferreira     | przyjmujący           |
| Matej Kazijski           | przyjmujący           |
| Walentin Bratoew         | przyjmujący           |
| Łukasz Żygadło           | rozgrywający          |
| Michal Finger            | atakujący             |
| Rozalin Penczew          | przyjmujący           |
| Stéphen Boyer            | atakujący             |
| Felipe Banderò           | atakujący             |
| Nathan Wounembaina       | przyjmujący           |
| Konstantin Čupković      | przyjmujący           |
| François Lecat           | przyjmujący           |
| Saber Kazemi             | atakujący             |
| Christian Fromm          | przyjmujący           |